# Beausart
Pour l’article homonyme, voir Château de Beausart.
Le Beausart est un petit ruisseau de Belgique, dans le Brabant wallon. 
À Grez-Doiceau, il se jette dans le Train, affluent de la Dyle.